# Marienlund (Aarhus)
 Der er flere lokaliteter med dette navn, se Marienlund.
Marienlund er en større parklignende plads i det nordlige Aarhus, der afgrænses af Dronning Margrethes Vej, Nordre Ringgade og Villabyen Skovbakken. Pladsen ligger ved Marienlunds Allé i udkanten af Riis Skov og er hovedsageligt domineret af indfaldsgader samt af en bus-endestation for bybus linje 5A.
I nordenden af pladsen står en stor gammel blodbøg, der blev fredet i oktober 2014. Træet menes at være plantet i 1903.